# Mondmilchloch
Das Mondmilchloch ist eine Karsthöhle im Pilatusmassiv (Emmentaler Alpen) in der Schweiz. Es handelt sich um die Typlokalität der sogenannten Mondmilch.

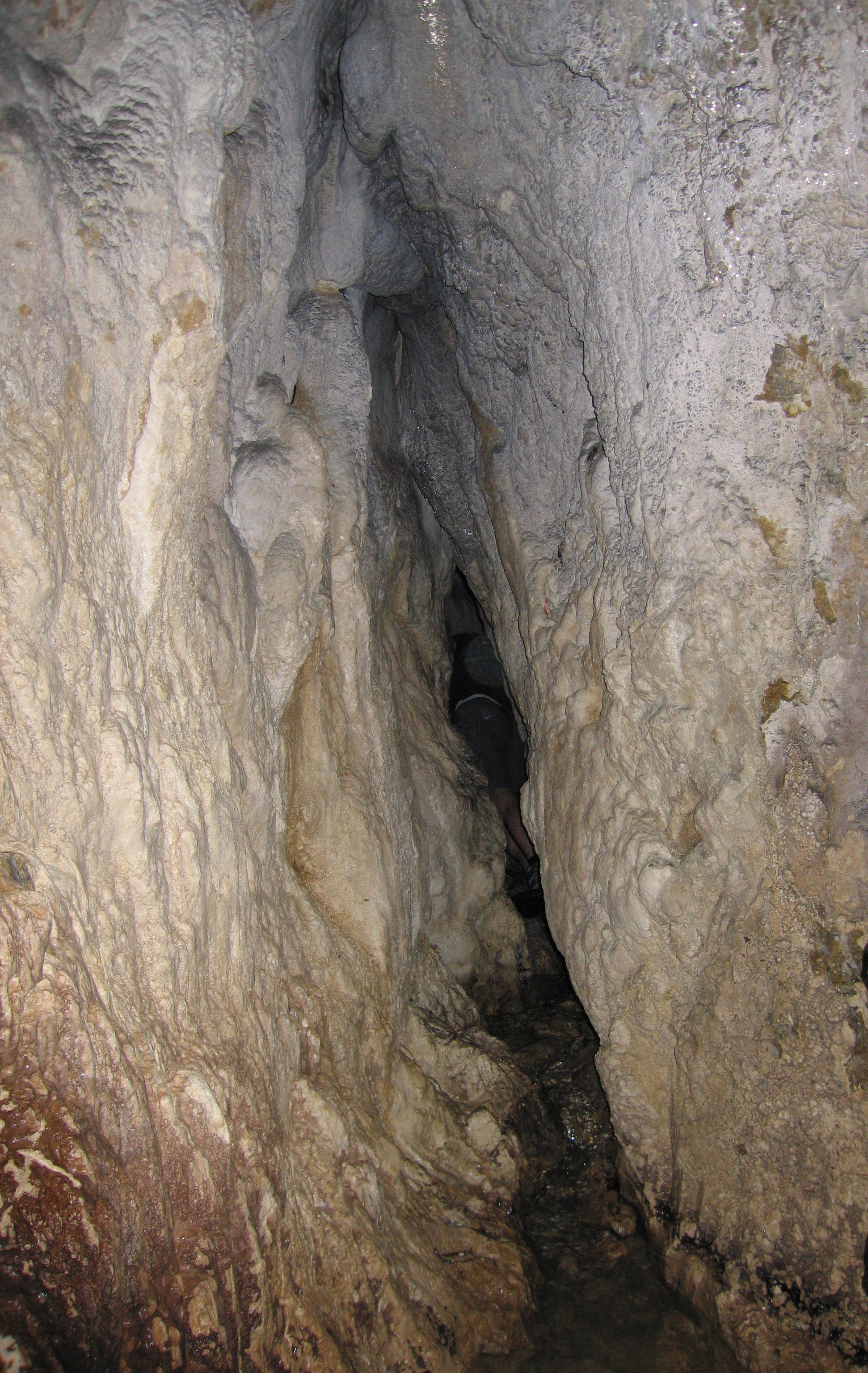
Kurz nach dem ersten Wasserfall

## Lage und Zugang
Das Mondmilchloch liegt auf der Südseite des Widderfelds in einer Höhe von 1710 m ü. M. Der Eingang zur Höhle wird erst erkannt, wenn man unmittelbar davor steht. Als Orientierungshilfe kann das Bächlein, das der Höhle entspringt, dienen. 
Von den Gebäuden der Alp Birchboden (1610 m ü. M.) führt ein mit orangen Farbtupfern markierter Pfad zuerst eben, dann etwas ansteigend über Weideland, Geröllhalden und durch Waldstreifen an den Eingang der Höhle.

## Höhlenbeschrieb
Die Höhle weist eine Länge von 170 m und eine Vertikalausdehnung von 22 m auf. Durch den hallenartigen Vorraum und den Übergangsbereich gelangt man zum spaltenförmigen Teil der Höhle (ca. 40 m). Bei 52 m befindet sich ein eingeklemmter Gesteinsblock. Von 57 bis 62 m folgt ein niedriger Querschnitt der nur ein Weiterkommen auf allen vieren erlaubt. Man gelangt zum ersten Wasserfall mit einer Höhe von 3,3 m. Danach folgt ein leicht ansteigender Abschnitt mit kleineren Stufen bis sich bei ca. 80 m rechts ein Seitengang öffnet, aus dem Wasser zufliesst. Jetzt gelangt man zur engsten Passage von ca. 20 cm («Mausefalle»). Bei 100 m befindet sich der zweite Wasserfall von 2,2 m Höhe. Kurz danach kommt der Wasserzutritt von der Decke her und damit das Ende der begehbaren Höhle.

## Historisches
Das Mondmilchloch wird bereits 1555 erstmals erwähnt. Die Mondmilch wurde dabei durch Conrad Gesner unter der Bezeichnung «Lac Lunae» in den offiziellen Arzneimittelschatz eingeführt. In der Folge erlangte das Mittel (eine Calcitausfällung) einen grossen Bekanntheitsgrad und wurde noch im 19. Jahrhundert ärztlich empfohlen.

## Etymologie
«Mondmilchloch» bedeutet Höhle, in der Mondmilch (lat. Lac Lunae) in grossen Mengen vorhanden ist.

## Geologie
Das Mondmilchloch ist entlang eines tektonischen Bruches im unteren Schrattenkalk angelegt und durch die Auflösung von Karbonatgestein durch kohlensäurehaltiges Wasser entstanden. Auf dem Bergrücken des Widderfeldes sind im geringmächtigen, tertiären Quarzsandstein (Hohgantsandstein) Trichterdolinen zu erkennen. Über Klüfte im darunterliegenden Schrattenkalk findet das versickernde Wasser den Weg ins Mondmilchloch.
Wenn das Wasser den Höhlenwänden entlang fliesst oder heruntertropft, kann chemisch reines Kalziumkarbonat ausfallen. Es entsteht ein weissliches, poröses Mineralaggregat, die Mondmilch.